# Древнерусские города
Древнерусские города — постоянные поселения Древней Руси, отличавшиеся по ряду характеристик от деревенских поселений. В древнерусском словоупотреблении городами (градами) являлись любые укреплённые (ограждённые) поселения, в том числе торгово-ремесленные центры, культовые центры, крепости, княжеские резиденции. Следами таких городов являются городища. В современном научном понимании определение древнерусских городов более узко. Помимо наличия укреплений необходимыми атрибутами являются дворы феодалов, наличие ремесленного посада, торговли, административного управления и храмов.

## Происхождение

### Градостроительство предшествующих культур
На территории и в окрестностях многих современных городов, расположенных в пределах исторической Руси, выявлены разнообразные следы палеолита и последующих эпох. Со времён неолита в округах будущих городов существуют сравнительно устойчивые поселения, состоящие из нескольких или десятков жилищ (протогорода трипольской культуры имели и сотни жилищ). В период энеолита поселения приобретают все более укреплённый характер, огораживаются или располагаются на возвышенных местах у водоёмов. Древнерусские города наследовали историю этого градостроительства, преимущественно деревянного, символом достижений которым является Бельское городище.
Непосредственными предшественниками русских городов раннего Средневековья были укреплённые святилища и убежища типа детинца или кремля, которые воздвигали жители ряда соседских селений, разбросанных среди окружающих их полей и лугов. Такой тип поселений характерен для археологических культур, предшествовавших Древнерусскому государству, например тушемлинской (IV—VII века), распространённой на территории Смоленского Поднепровья. Тушемлинская культура была, по-видимому, создана балтами, и её селения погибли в огне в VII—VIII вв., возможно, в ходе наступления кривичей. Наличие мощных укреплений характерно также для поселений юхновской и мощинской культур. Аналогичная трансформация типа поселений «от расположенных в низких местах незащищённых селищ — к городищам на высоких, естественно защищённых местах» происходит в VIII—IX веках и у славян (Роменско-борщёвская культура, поздняя Лука-Райковецкая культура).

### Возникновение древнерусских городов
В течение времени историками были выдвинуты различные теории возникновения и развития древнерусских городов. В. О Ключевский связывал возникновение древнерусских городов с развитием торговли вдоль пути «из варяг в греки». М. Н. Тихомиров отрицал решающую роль водных путей и указывал на то, что города прежде всего появлялись в густонаселённых земледельческих районах. Первопричиной образования города он считал рост внутреннего рынка в связи с растущими потребностями близлежащей сельской округи. Согласно его теории, города являлись средоточием ремесленного населения, которое обслуживало потребности локального рынка. М. Ю. Брайчевский считал, что главным потребителем ремесленных товаров являлась феодальная аристократия, и связывал появление городов с оседанием ремесленников вблизи укреплённых княжеских замков. А. Тараканова полагала, что первые древнерусские города выросли из «племенных» городов — центров восточнославянских племён. А. Н. Насонов рассматривал первые города как центры феодального властвования, служившие для обложения поборами местного населения, которые лишь в процессе дальнейшего развития становились ремесленными центрами. Н. Н. Воронин высказывался против какой-либо единой социологической схемы градообразовательного процесса, полагая, что существовали разные варианты развития городов. Схожие точки зрения были у Л. В. Алексеева, М. Г. Рабиновича и В. Т. Пашуто, которые придерживались мнения о многообразии путей возникновения древнерусского города при наличии того или иного рынка сбыта для ремесленного производства.
В IX—X веках наряду с городами-убежищами начали появляться небольшие заселённые крепости, возле которых не ранее конца X века появились городские посады — поселения ремесленников и купцов. Ряд городов представлял собой главные поселения того или иного «племени», так называемые племенные центры, на деле — центры «своих княжений», что подчёркивали летописи. Отсутствие письменных источников за VII—VIII века и летописные свидетельства за IX—X века не позволяют установить хотя бы приблизительное количество городов Руси той эпохи. Так, по упоминаниям в летописях можно установить чуть более двух десятков городов, но их список не полон.
Даты основания ранних городов Руси установить трудно и обычно приводится первое упоминание в летописях. Однако на момент летописного упоминания город мог быть уже устоявшимся поселением, а более точная дата его основания определяется по косвенным данным, например, исходя из археологических культурных слоёв, раскопанных на месте города. В некоторых случаях археологические данные противоречат летописным. Например, для Новгорода, Смоленска, которые упоминаются в летописях под IX веком, археологами пока не обнаружено культурных слоёв старше X века.
С XI века начинается бурный рост количества городского населения и количества древнерусских городов вокруг существующих городов-центров. Возникновение и рост городов в XI—XIII века происходит также и западнее — на территориях современных Чехии, Польши и Германии.

## Структура
Составными частями крупного древнерусского города были, как правило, укреплённый детинец (в Северо-Восточной Руси его с XIV века именовали кремлём), примыкающие к нему один-два окольных города, которые также были обнесены укреплениями, и неукреплённый посад. Меньшие города зачастую обладали лишь детинцем и посадом. Соотношение площади детинца к окольному городу сильно варьировало. Детинец обычно существенно уступал по площади окольному городу, однако в некоторых случаях мог быть и больше его, например Вышгородский детинец. В детинцах, как правило, располагались княжеский дворец или резиденция, епископский дворец, храмы, дворы высшей знати и мастерские, обслуживающие потребности княжеского двора. Расположенные в валах клети, вокруг которых насыпалась земля, могли служить жилищами для гарнизона или как складские помещения. В окольном городе и посаде находились торгово-ремесленные постройки. В некоторых случаях, главный собор города мог находиться на территории окольного города (например, Успенский собор Владимира-Волынского). Отдельные районы древнерусского города нередко назывались концами. По мнению некоторых историков, они имели самоуправление, выборные должности и собственное вече.
Базовой ячейкой древнерусского города являлся двор или усадьба, обнесённая забором-частоколом. А. В. Куза отмечает удивительное постоянство границ подобных дворов и внутригородских земельных владений, которые могли сохраняться веками. У владельцев дворов имелись определённые повинности (финансовые, отработочные, военные) и права участия в городском самоуправлении. Усадебная застройка отсутствовала лишь в городах, являвшихся по сути сторожевыми крепостями либо в городах-вотчинах, принадлежавших одному феодалу.

## Иерархия
К периоду XII—XIII веков сформировались четыре типа древнерусских городов. К первому типу относились стольные города княжеств или вечевых республик, которые были старшими в своих землях. Им был присущ многогранный социально-экономический облик, они обладали рядом каменных построек и были местом вечевых собраний. Столицы княжеств были обнесены мощными и сложными укреплениями, площадь которых везде превышала 40 га. Существовали как минимум две укреплённые части (детинец и окольный город), к которым примыкали околицы-посады. Вокруг этих городов были сосредоточены монастыри и боярские усадьбы. К городам первого типа относились Киев, Новгород, Чернигов, Смоленск, Галич и другие.
Младшими по отношению к княжеским столицам считались так называемые «пригороды» или волостные центры, которые были разбросаны по княжеству и имели административную функцию. В них, как правило, находились княжеские посадники, собиравшие налоги и решавшие судебные вопросы. В пригородах также было развито ремесло, хотя в меньшей степени, чем в княжеских городах. К примерам пригородов можно отнести Канев, Юрьев, Плеснеск, Дорогичин, Торопец, Москву, Пронск и других. Часть из них позже становилась центрами собственных удельных княжеств. Иногда в пригороде устраивалась собственная епископия, например, в Юрьеве-Русском в 1076 году.
Помимо пригородов существовали небольшие города-крепости, имевшие чисто военную функцию. К примерам таких городов относятся пограничные крепости Поросья и Посулья. Четвёртым типом были города-вотчины какого-либо высокопоставленного княжеского дружинника или боярина, например Чучин. Их социально-экономический уклад был заточен под нужды вотчинника.
Принадлежность к какому-либо типу не была прочной и нередко города в силу своего роста или политических обстоятельств со временем меняли статус.

## Хозяйство
Тесная связь городской и сельской жизни характерна для ранних городов с глубокой древности, что сохранилось и на землях средневековой Руси, отчасти наследовавшей традиции Великой Скифии.
Археологические раскопки в русских городах IX—XII веков подтверждают постоянную связь горожан с сельским хозяйством. Непременной принадлежностью хозяйства горожан были огороды и сады. Большое значение в хозяйстве имело животноводство — археологи обнаружили в городах кости многих домашних животных, в том числе лошадей, коров, свиней, овец и т. д.
В городах было хорошо развито ремесленное производство. В своих капитальных исследованиях, основанных на глубоком изучении вещественных памятников, Борис Рыбаков выделяет до 64 ремесленных специальностей и группирует их по 11 группам. Тихомиров, однако предпочитает несколько иную классификацию и подвергает сомнению существование, либо достаточную распространённость некоторых из них.
Ниже приводится список специальностей, которые наименее спорны и признаются большинством специалистов.
- кузнецы, в том числе, кузнецы-гвоздочники, замочники, котельники, кузнецы по серебру, по меди;
- оружейники, хотя наличие этой специальности иногда ставится под сомнение, но термин можно употребить здесь для обобщения различных ремесленников, связанных с изготовлением оружия;
- ювелиры, «златари», серебряники, эмальеры;
- «древоделы», в понятие которых входили архитектура, зодчество и собственно плотничество;
- «огородники» — строители городских укреплений — городников;
- «корабльчии» — строители кораблей и лодок;
- каменщики-строители, с которыми связывался подневольный труд и холопство;
- «зиждители», «каменозиждателями» — архитекторы, связанные с каменным строительством;
- мостники
- ткачи, портные (шевцы);
- кожевники;
- гончары и стеклянники;
- иконники;
- книжные писцы

Иногда ремесленники занимались производством одного определённого предмета, рассчитанного на постоянный спрос. Таковы были седельники, лучники, тульники, щитники. Можно предположить существование мясников и хлебников, как, например, в городах западной Европы, но письменные источники это не подтверждают.
Обязательной принадлежностью городов — как и в античности Северного Причерноморья — был городской рынок. Однако, розничная торговля в нашем смысле слова на рынке была слабо развита.

## Население
Основное население средневековых городов составляли ремесленники (как свободные, так и холопы), промысловики и подёнщики. Значительную роль в составе населения играли князья, дружинники и бояре, связанные как с городом, так и с земельными владениями. Довольно рано в особую социальную группу выделились купцы, которые составляли наиболее почитаемую группу, находившуюся под непосредственной княжеской защитой.
Со времени Крещения можно говорить о такой прослойке населения, как духовенство, в рядах которого резко различались чёрное (монашество), игравшее важную роль в политических и культурных событиях, и белое (приходское), которое служило проводником церковных и политических идей.
Общее население Новгорода в начале XI века составляло приблизительно 10—15 тыс., в начале XIII века — 20—30 тыс. человек.
В XII—XIII столетиях Киев был, несомненно, обширнее Новгорода. Предположительно, население Киева в период его расцвета исчислялось десятками тысяч человек. Для Средневековья это был город-гигант.
В IX—X веках на Руси существовало не менее 25 городов, в XI веке — более 85.
Накануне Монгольского нашествия (1237—1241 годы) на территории Руси насчитывалось около 25 государственных образований, из них 19 крупных. По письменным источникам известно 340 городов. Из этого числа археологами исследованы только 74. Население концентрировалось в основном в столицах княжеств: Киев (300 га), Чернигов (160 га), Владимир-на-Клязьме (145 га), Смоленск (100 га), Переяславль Южный (80 га), Полоцк (58 га), Рязань (53 га), Галич (45 га), либо в центрах вассальных княжеств: Псков (150 га, без окольного города значительно меньше), Суздаль (49 га), Переяславль-Залесский (40 га), Переяславль Рязанский (предположительно, более 37 га), Новгород-Северский (33 га), Белоозеро (30 га), Путивль (25 га). Ещё одну группу крупных городов составляли города-большие пограничные крепости: киевский Белгород (97,5 га), Торческ (90 га), Городец Радилов (60 га), Городец Остерский (30 га), Воинь (27 га). Численность населения городов в некоторой степени зависела от ранга находившихся в них властей, поскольку заселение городов регулировалось властью, которая была заинтересована в получении продуктов различных ремёсел и промыслов, а также услуг.
Из 340 городов 242 города относились к пяти княжествам — Киевскому, Черниговскому, Владимиро-Волынскому, Галичскому, Переяславскому (Южному). Остальные 14 княжеств включали всего 98 городов. Таким образом, основная часть населения Руси проживала на юге.
В. А. Кучкин оценивает численность населения русских городов, исходя из средней площади дворов, известной по данным археологии (400 м²), и средней численности семьи, предполагаемой на основании письменных источников (4,4 человека), площади городов и их количества (для не обследованных археологически городов принята площадь в 2,5 га, средний показатель размеров городищ).
В источниках нет сведений о соотношении городского и сельского населения. Если для Руси верно соотношение, выводимое для стран Западной Европы, в отношении которых городское население оценивается в 2 % от общей численности населения, численность населения русских княжеств в первой трети XIII века составляла примерно:
- Рязанское княжество — 700 000 чел.
- Муром — 300 чел. (возможно больше, с учётом столичного положения города в Муромском княжестве)
- Владимирское княжество — 1 400 000 чел.
- Юрьев (столица Юрьевского княжества) — 300 чел.
- Углич (столица Углицкого княжества) — 300 чел.
- Переяславское (Переяславля Залесского) княжество — 335 000 чел.
- Ростовское княжество — 200 000 чел.
- Ярославское княжество — 30 000 чел.
- Новгородская земля — 2 225 000 чел.
- Смоленское княжество — 775 000 чел. (в том числе Смоленск — 11 000 чел.)
- Витебск (столица Витебского княжества) — 1200 чел.
- Полоцкое княжество — 615 000 чел.
- Черниговское княжество — 2 000 000 чел.
- Переяславское (Переяславля Южного) княжество — 950 000 чел.
- Киевское княжество — 3 900 000 чел. (в том числе Киев — 33 000 чел.)
- Владимиро-Волынское княжество — 820 000 чел.
- Галичское княжество — 825 000 чел.
- Туровское княжество — 27 500 чел.
- Пинское княжество — 47 500 чел.

Всего в русских городах первой трети XIII века проживало около 300 000 человек. Если оценивать городское население в 2 % от общего, всё население Руси составляло примерно 15 млн человек.
Однако в случае, если процент городского населения был выше, чем в западноевропейских странах, общая численность населения была значительно ниже: при 3 % городского населения — 10 млн человек, при 4 % — 7,5 млн человек, при 5 % — 6 млн человек.

## Ранние средневековые города русских князей
По летописям было установлено существование в IX—X веках более двух десятков русских городов.
| Киев                          | 860: по летописи основание Киева относится к легендарным временам (легенда о Кие, Щеке и Хориве); впервые упоминается в русских летописях под конкретным годом (860 год) в связи с походом Руси на Византию. |
| Новгород (Великий Новгород)   | 859 (по поздним летописям), 862 (по ранним летописям) |
| Изборск (Старый Изборск)      | 862 |
| Полоцк                        | 862 |
| Ростов                        | 862 |
| Муром                         | 862 |
| Ладога (ныне Старая Ладога)   | 862; по данным дендрохронологии — до 753 года |
| Белоозеро (Белозерск)         | 862 |
| Смоленск                      | 863 |
| Любеч                         | 881 |
| Ужгород                       | 893 |
| Переяславль (Переяслав)       | 911 |
| Плесков (Псков)               | 903 |
| Чернигов                      | 907 |
| Пересечень                    | 922 |
| Углич                         | 937 |
| Вышгород                      | 946 |
| Искоростень (Коростень)       | 946 |
| Витебск                       | 974 |
| Вручий (Овруч)                | 977 |
| Туров                         | 980 |
| Родень                        | 980 |
| Перемышль (Пшемысль)          | 981 |
| Червен (Червень)              | 981 |
| Владимир (Владимир-Волынский) | 988 |
| Василёв (Васильков)           | 988 |
| Владимир-Залесский (Владимир) | 990 или 1108 |
| Белгород (Киевский)           | 991 |
| Суждаль (Суздаль)             | 999 |
| Тмутаракань                   | 990-е |

## Самые известные городадомонгольскойэпохи
Ниже приводится краткий список с разбивкой по землям с указанием даты первого упоминания, либо даты основания.

### Волынская земля
| Червень        | 981  | |
| Владимир       | 988  | ныне Владимир-Волынский                                                                                    |
| Волынь         | 1018 | |
| Берестье       | 1019 | позднее Брест-Литовск, ныне Брест; упоминается как последний русский пункт перед Польской землёй           |
| Белз           | 1030 | |
| Дорогобуж      | 1084 | другой Дорогобуж известен в Смоленской земле                                                               |
| Луцк           | 1085 | |
| Бужск (Божьск) | 1097 | |
| Пересопница    | 1149 | имела значение передового замка Волынской земли на востоке, пока не уступила это значение Каменцу (c 1196) |

### Галицкая земля
| Перемышль  | 981   | пограничный город и складской пункт на древнем торговом пути из Регенсбурга через Прагу на Краков и далее в Русь |
| Теребовль  | 1097  | княжеская резиденция                                                                                             |
| Галич      | 1140  | по другим данным — 898; принадлежал к числу крупнейших городских центров                                         |
| Звенигород | XI в. | княжеская резиденция                                                                                             |

### Киевская и Переяславская земли
| Киев                  | 860  | племенной центр полян                                                                           |
| Вышгород              | 946  | пригород Киева, служил убежищем для киевских князей                                             |
| Вручий (Овруч)        | 977  | после запустения Искоростеня во второй половине X в. сделался центром древлян                   |
| Василёв               | 988  | опорная крепость, ныне Васильков                                                                |
| Белгород (Киевский)   | 991  | имел значение передового укреплённого княжеского замка на подступах к Киеву                     |
| Треполь* (Триполье)   | 1093 | опорная крепость, сборный пункт для войск, сражающихся с половцами.                             |
| Торческ*              | 1093 | центр торков, берендеев, печенегов и прочих племён Поросья (бассейна реки Роси)                 |
| Юрьев*                | 1095 | Гурьгев, Гуричев, основан Ярославом Мудрым (в крещении Юрий), точное местоположение не известно |
| Канев*                | 1149 | опорная крепость, откуда князья совершали походы в степь и где они поджидали половцев           |
| Переяславль (Русский) | 911  | ныне Переяслав, центр Переяславской земли, пережил период расцвета в XI в. и быстрый упадок     |

* — отмеченные города так и не выросли за пределы укреплённых замков, хотя часто упоминаются в летописях. Для Киевской земли было характерно существование городов, процветание которых продолжалось сравнительно недолго и на смену которым пришли новые города, возникшие по соседству.

### Новгородская земля
| Новгород (Великий Новгород) | до 859 — наиболее неточно, 862 | племенной центр ильменских словен, рядом известны селения со времён неолита (4—3 тыс. до н. э.), включая Городище (Рюриково городище)      |
| Изборск (Старый Изборск)    | 862                            | |
| Ладога (Старая Ладога)      | 862                            | по данным дендрохронологии, до 753 года |
| Плесков (Псков)             | 903                            | с обилием более ранних археологических памятников в округе, включая «псковские длинные курганы»                                            |
| Торжок                      | 1139                           | |
| Луки (Великие Луки)         | 1166                           | |
| Волок-Ламский (Волоколамск) | 1135                           | |
| Тотьма                      | 1137                           | |
| Вологда                     | 1147                           | с момента основания принадлежала Новгородской земле, контролировалась ей до 1456 года                                                      |
| Каргополь                   | 1147                           | |
| Молвотицы                   | 1160 или 1180                  | |
| Руса (Старая Русса)         | 1167                           | по археологическим данным — конец X — начало XI вв.                                                                                        |
| Никулицын (Никульчино)      | 1181                           | возможно, первый город в бассейне реки Вятки; основан на рубеже XII и XIII веков, после Монгольского вторжения станет частью Вятской земли |
| Котельнич                   | 1181                           | по данным археологии — рубеж XII и XIII веков                                                                                              |
| Орлов                       | 1181                           | по данным археологии — рубеж XII и XIII веков                                                                                              |
| Вятка                       | 1181                           | по данным археологии — рубеж XII и XIII веков, как селище                                                                                  |
| Олонец                      | 1228                           | считается, что первое упоминание в уставе 1137 года ложь, являющаяся припиской автора XIII века                                            |

### Полоцкая земля
| Полоцк           | 862                          |
| Витебск          | 974                          |
| Минск            | 1067 (разорён Ярославичами)  |
| Друцк, Дрютеск   | 1092                         |
| Борисов          | 1102                         |
| Изяславль        | 1127, ныне Заславль          |
| Логожск          | 1128, ныне Логойск           |
| Городно (Гродно) | 1127 (1128 по старому стилю) |

### Ростово-Суздальская земля
| Ростов               | 862          |                    |
| Белоозеро            | 862          | Ныне Белозерск     |
| Суздаль              | 999          |                    |
| Ярославль            | 1010         |                    |
| Владимир-Залесский   | 990 или 1108 | Ныне Владимир      |
| Углич                | 1149         |                    |
| Москва               | 1147         |                    |
| Переславль-Залесский | 1152         |                    |
| Кострома             | 1152         |                    |
| Юрьев-Польский       | 1152         |                    |
| Боголюбово           | 1158         |                    |
| Тверь                | 1135 (1209)  |                    |
| Дмитров              | 1154         |                    |
| Устюг                | 1207         | Ныне Великий Устюг |
| Нижний Новгород      | 1221         |                    |

### Рязанская земля
| Муром                 | 862  |                                                         |
| Старая Рязань         | 1095 |                                                         |
| Переяславль-Рязанский | 1238 | современная Рязань                                      |
| Зарайск               | 1146 |                                                         |
| Коломна               | 1177 |                                                         |
| Пронск                | 1186 |                                                         |
| Тула                  | 1146 |                                                         |
| Ростиславль-Рязанский | 1153 | возможно, был столицей Рязанского княжества (1342—1344) |

### Смоленская земля
| Смоленск   | 863  | центр кривичей, рядом (в 13 км) известен погост Гнёздово, который рано запустел |
| Мстиславль | 1135 |                                                                                 |
| Рославль   | 1137 |                                                                                 |
| Торопец    | 1074 |                                                                                 |

### Турово-Пинская земля
| Туров | 980  | через Туров шёл древний торговый путь от Киева к Балтийскому морю |
| Пинск | 1097 |                                                                   |

### Черниговская земля
| Чернигов           | 907         | крупное экономическое значение; рядом известен погост Шестовица |
| Болхов             | 1196        |                                                                 |
| Брянск (Дебрянск)  | 1146 (985)  |                                                                 |
| Вщиж               | 1142        |                                                                 |
| Глухов             | 1152 (992)  |                                                                 |
| Елец               | 1146        |                                                                 |
| Курск              | 1032 (1095) |                                                                 |
| Кромы              | 1147        |                                                                 |
| Ливны              | 1177        |                                                                 |
| Любеч              | 882         |                                                                 |
| Мценск             | 1146        |                                                                 |
| Новгород-Северский | 1044 (1146) |                                                                 |
| Рыльск             | 1152        |                                                                 |
| Новосиль           | 1155        |                                                                 |
| Путивль            | 1146 (989)  |                                                                 |
| Трубчевск          | 1185        |                                                                 |

К числу черниговских городов относится и далёкая Тмутаракань на Таманском полуострове.